# Москвин, Станислав Васильевич
Станислав Васильевич Москви́н (19 января 1939) — советский велогонщик, призёр Олимпийских игр и чемпион мира в командной гонке преследования. Заслуженный мастер спорта СССР (1962).

## Биография
Родился в 1939 году в Ораниенбауме Ленинградской области. Проходил подготовку под руководством ленинградского тренера Дмитрия Пантелеймоновича Полякова.
В 1960 году завоевал бронзовую медаль Олимпийских игр в Риме в командной гонке преследования. В 1961 году выиграл Велогонку Мира в командном зачёте. В 1962 году стал серебряным призёром Велогонки Мира. В 1963 году завоевал бронзовую медаль чемпионата мира в командной гонке на 100 км. В 1964 году принял участие в Олимпийских играх в Токио, но медалей не завоевал, став 5-м как личной, так и в командной гонке. В 1968 году принял участие в Олимпийских играх в Мехико, где занял 4-е место в командной гонке преследования.
В 1958—1969 годах Станислав Москвин был восемнадцатикратным чемпионом СССР, неоднократно завоёвывал медали чемпионатов мира. По окончании спортивной карьеры перешёл на тренерскую работу, в 1971—1973 годах был тренером сборной СССР, в 1974—1980 — тренером национальной сборной Алжира, в 1995—1999 — тренером национальной сборной Колумбии.

## Награды
- Медаль «За трудовую доблесть» (16.09.1960) — за успешные выступления в XVII летних и VIII зимних Олимпийских играх 1960 года, а также за выдающиеся спортивные достижения[2]